# المخيزن (خنفر)

تعديل مصدري - تعديل

المخيزن هي إحدى قرى عزلة جعار بمديرية خنفر التابعة لمحافظة أبين، بلغ تعداد سكانها 32 نسمة حسب تعداد اليمن لعام 2004.